# Jocquestus griswoldi
Espèce
Jocquestus griswoldi est une espèce d'araignées aranéomorphes de la famille des Trachelidae.

## Distribution
Cette espèce est endémique de Tanzanie. Elle se rencontre vers Mazumba.

## Description
Le mâle holotype mesure 3,30 mm.

## Étymologie
Cette espèce est nommée en l'honneur de Charles Edward Griswold.

## Publication originale
- Lyle & Haddad, 2018 : Jocquestus, a new genus of trachelid sac spiders from the Afrotropical Region (Arachnida: Araneae). Zootaxa, no 4471(2), p. 309-333.